# 柏树镇 (崇信县)
柏树镇，是中华人民共和国甘肃省平凉市崇信县下辖的一个乡镇级行政单位。
2015年，甘肃省民政厅批复同意撤销柏树乡，设立柏树镇。

## 行政区划
柏树镇下辖以下地区：
柏树村、三星村、党洼村、东风村、申家庄村、信家庄村、陶坡村、张湾村、阎湾村、马新庄村、吴家湾村和木家坡村。